# Administration territoriale du Vietnam
Le Viêt Nam est divisé en 58 provinces (en vietnamien : tỉnh, du mandarin 省 shěng). Il y a aussi cinq municipalités (en vietnamien : thủ đô, du mandarin 首都 shǒudū) qui ont une organisation administrative et exécutive similaire aux provinces.

## Gouvernement des provinces

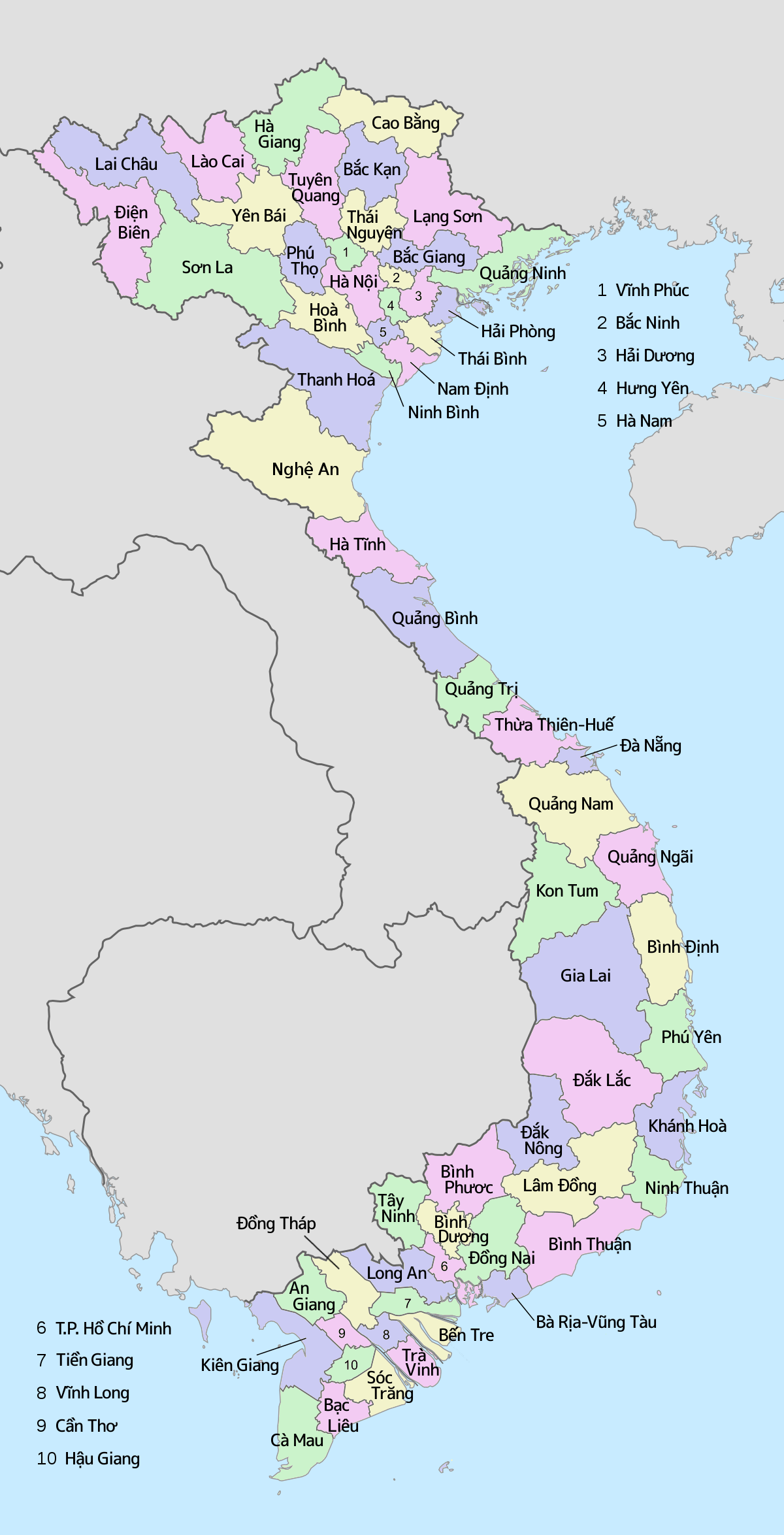
Le Viêt Nam administratif.

Les provinces vietnamiennes sont, théoriquement, gouvernées par un Conseil populaire élu par les citoyens. Ce conseil est assisté d'un comité populaire qui en est l'exécutif. Cette organisation reprend en simplifié celle du gouvernement central.

### Conseil populaire
Le conseil populaire est le dépositaire de l’autorité publique au niveau local. 
Les conseils populaires adoptent les résolutions sur les mesures permettant de garantir le respect et l’application de la Constitution et de la loi au niveau local ; sur les plans de développement socio-économique et les questions budgétaires ; sur la défense du pays et la sécurité au niveau local ; sur les mesures permettant de stabiliser et d’améliorer la vie de la population, d’accomplir les missions confiées par les autorités supérieures et d’exécuter pleinement les obligations à l’égard de l’ensemble du pays.
Le conseil populaire élit parmi ses membres un comité populaire. Il existe de nombreux autres comités avec des buts divers, chaque province a un comité économique et budgétaire, un comité social et culturel, et un comité juridique. Les provinces ayant de fortes minorités non-Viêt ont souvent un Comité pour les affaires ethniques.
Les citoyens peuvent voter à l'âge de 18 ans, et sont éligibles à l'âge de 21 ans. On peut postuler seul ou en étant sélectionné par le Front de la Patrie du Viêt Nam.

### Comité populaire
Le Comité populaire (en vietnamien : Ủy Ban Nhân dân, en abrégé UBNH), élu par le Conseil populaire, est l'exécutif du gouvernement provincial et l’institution chargée de l’administration publique au niveau local et de l’application de la Constitution, de la loi, des textes des autorités supérieures et des résolutions du conseil populaire. Il prépare et met en place les projets avec les fonctions d'un cabinet gouvernemental. Il a un président, un vice-président et entre neuf et onze membres.

## Lexique
- Thủ Đô : la Capitale (Hanoï)
- Thị Xã : chef-lieu de province
- Thành Phố : Ville ou Municipalité (Hô Chi Minh-Ville, Haïphong, Da Nang, Hué, etc.)

## Liste et données
Hô Chi Minh-Ville, l'une des cinq municipalités, en est la plus peuplée avec plus de cinq millions d'habitants. La deuxième zone la plus peuplée est la province de Thanh Hóa, avec plus de 3,5 millions d'habitants. La moins peuplée est la province montagneuse et excentrée de Lai Châu dans le nord-ouest.
En superficie, la plus grande province est celle de Nghệ An. La plus petite est celle de Bắc Ninh, située dans le delta du fleuve Rouge.

## Carte administrative
La carte tient compte des changements effectués en 2008 :
- création de la province de Điện Biên ;
- création de la Province de Đắk Nông ;
- division de la province de Can Tho entre la municipalité de Cần Thơ et la Province de Hậu Giang.